# Joan Vincent Murray
Joan Vincent Murray (ur. 1917, zm. 1942) – poetka kanadyjsko-amerykańska. Urodziła się 12 lutego 1917 w Londynie. Chodziła do szkół w Wielkiej Brytanii, Stanach Zjednoczonych, Paryżu i Kanadzie. Studiowała w The New School w Nowym Jorku. Zajmowała się też tańcem i półprofesjonalnym aktorstwem. Zmarła wskutek gorączki reumatycznej 4 stycznia 1942 w Saranac Lake w stanie Nowy Jork. Wiersze poetki zostały opublikowane pośmiertnie w 1947. Jej pisma są przechowywane w  Smith College w Northampton w Massachusetts.